# Kelsi Dahlia
Kelsi Worrell Dahlia (Westampton Township, 15 luglio 1994) è un'ex nuotatrice statunitense, che ha rappresentato gli Stati Uniti ai Giochi olimpici di Rio de Janeiro 2016.

## Palmarès
- Giochi olimpici

Rio de Janeiro 2016: oro nella 4x100m misti.
- Mondiali

Budapest 2017: oro nella 4x100m sl, nella 4x100m misti, nella 4x100m sl mista e nella 4x100m misti mista e bronzo nei 100m farfalla.
Gwangju 2019: oro nella 4x100m misti, argento nella 4x100m sl e nella 4x100m misti mista.
- Mondiali in vasca corta

Windsor 2016: oro nella 4x100m sl, nella 4x50m misti, nella 4x100m misti e nella 4x50m misti mista, argento nei 50m farfalla, nei 100m farfalla e nei 200m farfalla.
Hangzhou 2018: oro nei 100m farfalla, nella 4x50m sl, nella 4x100m sl, nella 4x50m misti, nella 4x100m misti, nella 4x50m sl mista e nella 4x50m misti mista, argento nei 200m farfalla e bronzo nei 50m farfalla.
- Campionati panpacifici

Tokyo 2018: argento nei 100m farfalla, nella 4x100m sl e nella 4x100m misti.
- Giochi panamericani

Toronto 2015: oro nei 100m farfalla e nella 4x100m misti e argento nella 4x100m sl.

## International Swimming League
| Stagione 2019 | Stagione 2020 | Stagione 2021 |
| ------------- | ------------- | ------------- |
| Cali Condors  | Cali Condors  | Cali Condors  |

## Vita privata
Sposata con Thomas Dahlia, nuotatore francese, dichiara che proseguirà la sua carriera col cognome da sposata.